# 抗輻射強化
抗輻射強化是使電子元件和電路能夠抵抗高幅度游離輻射（粒子輻射和高能電磁輻射）造成的損壞或故障的過程， 特别適用於外太空（特别是在低地球軌道以外）、核反應堆和粒子加速器周圍，或在核事故或核戰期間的環境。
大多數半導體電子元件都易受輻射損傷，而抗輻射（ rad-hard ）元件是基於非抗輻射元件而製造的，並進行了一些設計和製造上的改進，以降低受輻射損傷的敏感性。由於生產耐輻射微電子晶片設計需要大量的開發和測試，抗輻射晶片的技術往往落後於最新的發展。
抗輻射產品通常要經過一項或多項結果效應測試，包括總電離劑量 (TID)、增強型低劑量率效應 (ELDRS)、中子和質子位移損傷以及單粒子效應 (SEE)。

## 輻射引起的问题
高濃度游離輻射的環境對電子設備的設計帶來了特殊挑戰。一個帶電粒子可以撞擊與激發數千個電子，造成電子雜訊和訊號突波。對於數位電路來說，這可能會導致數據錯誤或無法解析的訊號，影響系統的正常運行。這在衛星、太空飛行器、未來量子電腦、   軍用飛機、核電站和核武器的設計中是一個特別嚴重的问题。
為了確保此類系统正常運行，針對軍事或航空太空市場的積體電路和傳感器製造商採用了各種抗輻射技術。由此產生的系统被稱為抗輻射 ( rad(iation)-hardened )、輻射硬化 (rad-hard) 或輻射固化的 (hardened) 系统。

## 主要輻射損傷源
電子設備受到游離輻射的典型來源是：人造衛星的范艾倫輻射帶、發電廠傳感器和控制電路的核反應堆、控制電子設備（尤其是粒子探測器設備）的粒子加速器、晶片封裝材料中同位素的殘留輻射、太空船和高空飛機的宇宙輻射、以及所有軍用和民用電子設備受到核爆所帶來的輻射。
- 宇宙射線來自四面八方，由大約 85％ 的質子、14％ 的α粒子和 1％ 的重離子以及X 射線和伽馬射線组成。大多數效應是由能量在 0.1 至 20 GeV之間的粒子引起的。這些大部分會被大氣層過濾掉，因此它們主要對太空船和高空飛機造成影響，但也會有機會影響地面上的普通電腦。 [5] [6]
- 太陽粒子事件來自太陽方向，由大量高能（幾 GeV ）質子和重離子流组成，同樣伴隨着 X 射線。
- 范艾倫輻射帶包含被地磁場捕獲的電子（高達約 10 MeV）和質子（高達 100s MeV）。距離地球較遠區域的粒子通量可能根據太陽和磁層的實際情况而發生很大變化。在這個位置主要會對人造衛星構成威脅。
- 核反應堆產生伽馬輻射和中子輻射，會影響核電站的傳感器和控制電路。
- 次級粒子則由這邊所述的各種輻射與電子設備周圍結構交互作用而產生。
- 粒子加速器產生高能質子和電子，它們相互作用產生的次級粒子會對敏感的控制和粒子探測器部件產生嚴重的輻射損傷，對於大型強子對撞機等系统來說，其數量級為 10 MRad[Si]/年。 [7]
- 核爆透過頻率寬廣的電磁輻射、電磁脈衝(EMP)、中子輻射以及初級和次級帶電粒子流產生短暫而極其強烈的湧浪電流。一旦爆發核戰争，它們將對所有民用和軍用電子設備構成潛在威脅。
- 晶片封裝材料是一種危險的輻射源，1970 年代發現它會導致新型DRAM晶片出現軟性錯誤。晶片封裝中的微量放射性元素會產生α粒子，偶爾會對一些用於存儲 DRAM 數據位的電容器放電。如今，通過使用純度更高的封裝材料以及採用糾錯碼來檢查並糾正 DRAM 錯誤，其影響已經大大減輕。

## 輻射對電子產品的影響

### 基本機制
有兩種基本的損壞機制：晶格位移和電離效應。

#### 晶格位移
晶格位移是由中子、質子、α粒子、重離子和極高能伽馬光子引起的。它們改變晶格中原子的排列，造成持久損傷，增加復合中心的數量，耗盡少數載流子，並使受影響的半導體P-N結的模擬特性惡化。與直覺相反的是，短時間内較高的劑量會導致受損晶格的部分退火（“修復”），導致的損傷程度低於長時間以低強度輸送的相同劑量（LDR 或低劑量率）。這類问题在雙極晶體管中尤為明显，因為雙極晶體管依赖於基極的少數載流子；復合引起的損耗增加會導致晶體管增益損失（参见中子效應）。經认证為不含 ELDRS（增強型低劑量率敏感）的组件，在通量低於 0.01 rad(Si)/s = 36 rad(Si)/h 時不會出現損壞。

#### 電離效應
電離效應是由帶電粒子引起的，包括能量太低而无法引起晶格效應的粒子。電離效應通常是瞬态的，會產生故障和軟錯誤，但如果它們触發其他損壞機制（例如閂锁），则可能導致設備損壞。紫外線和X射線輻射引起的光電流也可能属於這一類。 MOSFET晶體管氧化層中空穴的逐渐积累會導致其性能下降，當劑量足夠高時，甚至會導致元件故障（参见總電離劑量效應）。
由於所有参數的不同，其影響可能會有很大差异——輻射類型、總劑量和輻射通量、輻射類型的组合，甚至設備负載類型（工作频率、工作電压、晶體管被粒子撞擊瞬間的實際状态）——這使得彻底的測試變得困難、耗時，並且需要大量的測試樣本。

### 產生的效果
“最终用户”的影響可以分為幾類，
與半導體晶格相互作用的中子將取代其原子。這導致復合中心和深能級缺陷的數量增加，从而缩短少數載流子的寿命，从而對雙極元件的影響比CMOS元件更大。矽基雙極元件的電参數在10 10至10 11中子/cm 2水平時就會發生變化，而CMOS元件在10 15中子/cm 2以上時才會受到影響。隨着積體度的提高和單個結構尺寸的减小，設備的灵敏度可能會同時提高。中子活化还存在引起感生放射性的风險，中子活化是高能天體物理仪器的主要噪声源。感應輻射和所用材料中的杂質產生的殘留輻射可能會在設備的使用寿命内引發各種單粒子问题。光耦合器中常见的GaAs LED對中子非常敏感。晶格損傷對晶體振荡器的频率產生影響。帶電粒子的动能效應（即晶格位移）也属於此類。

#### 總電離劑量效應
游離輻射在暴露時間内對半導體晶格造成的累积損傷（晶格位移損傷）。它以拉德為單位進行測量，會導致設備性能缓慢逐渐下降。在幾秒到幾分钟内輸送到矽基設備的總劑量超過 5000 拉德將導致長期性能下降。在CMOS元件中，輻射會在栅極絕緣層中產生電子-空穴對，它們在復合過程中會產生光電流，而絕緣體中晶格缺陷中捕獲的空穴會產生持续的栅極偏置並影響晶體管的阈值電压，使N型MOSFET晶體管更容易導通，而P型晶體管更難導通。累积的電荷可能足夠高，使晶體管永久打開（或关闭），从而導致設備故障。隨着時間的推移，一些自我修復會發生，但這種效果並不是太显著。這種效應與高積體度高速電子元件中的热載流子退化相同。晶體振荡器對輻射劑量有一定的敏感度，輻射劑量會改變其频率。使用扫频石英可以大大降低灵敏度。天然石英晶體特别敏感。可以為所有結果效應測試程序生成 TID 測試的輻射性能曲線。這些曲線显示了整個 TID 測試過程中的性能趋势，並包含在輻射測試报告中。

#### 瞬時劑量效應
短時高強度輻射脈衝，通常發生在核爆炸期間。高輻射通量在整個半導體中產生光電流，導致晶體管隨機打開，从而改變触發器和存儲單元的逻辑状态。如果脈衝持续時間太長，或者脈衝導致結損壞或閂锁，则可能會造成永久性損壞。閂锁通常是由核爆炸的 X 射線和伽馬輻射闪光引起的。由於石英中诱發的瞬時光電導，晶體振荡器可能會在闪光持续期間停止振荡。

#### 系统產生的電磁脈衝效應
SGEMP 是由輻射闪光穿過設備並在晶片、電路板、電缆和外壳的材料中引起局部電離和電流引起的。

### 數位損壞：SEE
自 20 世纪 70 年代以來，單事件效應（SEE）得到了廣泛的研究。 當高能粒子穿過半導體時，它會留下電離軌迹。這種電離可能引起與瞬态劑量類似的高度局部效應 - 輸出中的良性故障，存儲器或寄存器中的不太良性的位翻转，或者特别是在高功率晶體管中的破坏性的閂锁和烧毁。單粒子效應對於衛星、飛機和其他民用和軍用航空航太應用中的電子設備具有重要意义。有時，在不涉及閂鎖的電路中，引入RC時間常數電路會有所帮助，這會使電路的反應時間减慢至 SEE 持续時間以外。

#### 單粒子瞬态
當从電離事件中收集的電荷以杂散訊號的形式在電路中傳播時，就會發生 SET。這實際上是静電放電的效應。軟錯誤，可逆。

#### 單事件颠覆
電子產品中的單粒子翻转(SEU) 或瞬态輻射效應是由單個離子與晶片相互作用引起的存儲器或寄存器位的状态變化。它們不會對設備造成持久損壞，但可能會對无法从此類錯誤中恢復的系统造成持久问题。軟錯誤，可逆。在非常敏感的設備中，單個離子可能會導致幾個相邻的存儲單元出現多位翻转(MBU)。當 SEU 扰乱控制電路（如状态機）時，它們會變成單事件功能中断( SEFI )，使設備進入未定义状态、測試模式或停止状态，然後需要重置或電源循環才能恢復。

#### 單粒子閂锁
SEL 可以出現在任何具有寄生 PNPN結構的晶片中。重離子或高能質子穿過兩個内部晶體管結之一，可以開启類似晶闸管的結構，然後该結構保持“短路”状态（這種效應稱為閂锁），直到設備重新通電。由於這種影響可能發生在電源和基板之間，因此可能會產生破坏性的高電流，導致部件失效。硬錯誤，不可逆。體矽 CMOS 元件最容易受到影響。
單粒子回跳類似於 SEL，但不需要 PNPN 結構，可以在切换大電流的 N 沟道 MOS 晶體管中感應產生，當離子撞擊漏極結附近並導致電荷載流子的雪崩倍增時。然後晶體管打開並保持打開状态，這是一個不可逆的硬錯誤。

#### 單一事件引發的倦怠
當源区正下方的衬底正向偏置且漏源電压高於寄生結構的擊穿電压時，功率 MOSFET 中可能會出現 SEB。由此產生的高電流和局部過热可能會損壞設備。硬錯誤，不可逆。

#### 單事件门破裂
當重離子撞擊栅極区域且在栅極施加高電压時，在功率 MOSFET 中观察到 SEGR。然後，二氧化矽絕緣層就會發生局部擊穿，導致栅極区域局部過热和破坏（看起來像微观爆炸）。即使在EEPROM單元中写入或擦除時，當單元受到相對較高的電压時，也會發生這種情况。硬錯誤，不可逆。

### SEE 測試
盡管質子束因其可用性而被廣泛用於 SEE 測試，但在較低能量下，質子辐照通常會低估 SEE 敏感性。此外，質子束使設備面临總電離劑量 (TID) 故障的风險，這可能會影響質子測試結果或導致設備過早失效。白色中子束——表面上是最具代表性的 SEE 測試方法——通常來自基於固體靶的源，導致通量不均匀和光束面积較小。白色中子束的能谱也具有一定的不確定性，通常具有較高的热中子含量。
使用單能 14 MeV 中子進行 SEE 測試可以避免質子和散裂中子源的缺点。一個潛在的问题是單能中子引起的單粒子效應不能準確地代表廣谱大氣中子在現實世界中的影響。然而，最近的研究表明，事實恰恰相反，單能中子（特别是 14 MeV 中子）可以用來相當準確地理解現代微電子学中的 SEE 截面。 

## 抗輻射技術

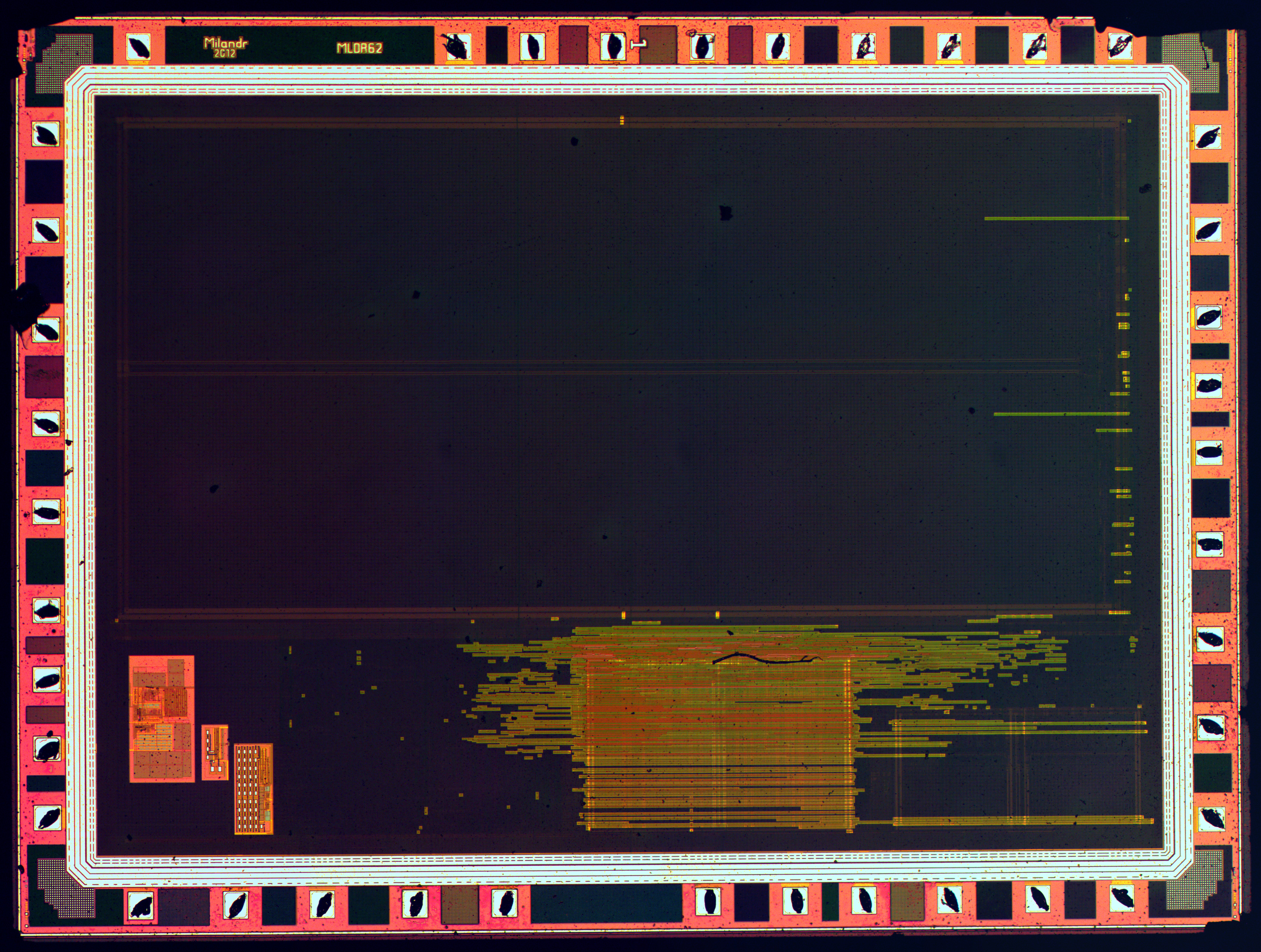
1886VE10微控制器的抗輻射晶片在進行金属化蚀刻之前

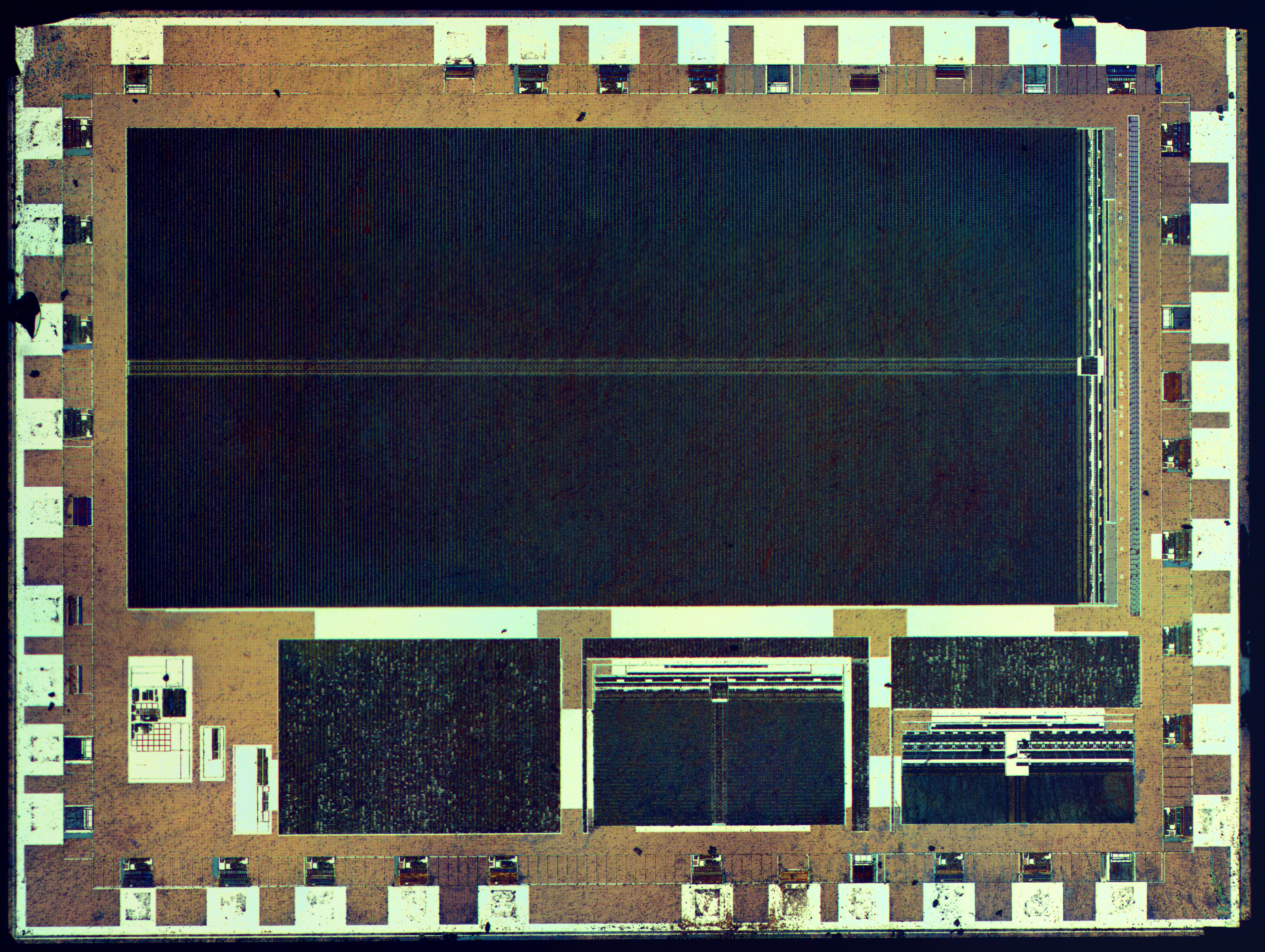
經過金属化蚀刻製程处理的 1886VE10微控制器的抗輻射晶片

### 物理上
抗輻射晶片不使用半導體晶圓，通常是在絕緣基板上製造。常見的有使用SOI （絕緣體上的矽電晶體結構）或 SOS（藍寶石上的矽電晶體結構 ）。普通商用級晶片可承受 50 至 100戈瑞（5 至 10 千拉德），而航太級 SOI 和 SOS 晶片可承受 1000 至 3000戈瑞（100 至 300 千拉德）的劑量。  许多4000 系列晶片都曾提供抗輻射版本（RadHard）。 虽然 SOI 可以消除閂锁事件，但不能保证對於 TID 和 SEE 的抗性會得到改善。 
雙極積體電路通常比CMOS電路具有更高的輻射耐受性。低功耗肖特基 (LS) 5400 系列可承受 1000 krad，许多ECL 元件可承受 10 000 krad。 
磁阻RAM （ MRAM ）被认為是提供抗輻射、可重写、非易失性導體存儲器的可能候选者。物理原理和早期測試表明，MRAM 不易受到電離引起的數據丢失的影響。 
基於電容器的DRAM經常被更坚固（但更大、更昂贵）的 SRAM所取代。
选择宽帶隙的衬底，使其對深能級缺陷具有更高的耐受性；例如碳化矽或氮化镓。</link>
遮蔽包裝以防止放射性物質的暴露，从而减少裸露設備的暴露。 
通過在保护晶片的硼磷矽酸盐玻璃钝化層中使用贫化硼（仅由同位素硼-11组成）來遮蔽晶片本身（免受中子的影響），因為自然界中普遍存在的硼-10很容易捕獲中子並發生α衰變（参见軟錯誤）。
採用特殊製程技術節點以提高抗輻射能力。 由於新型抗輻射製程的開發成本較高，1950 年代中期已經出現採用「真正的」抗輻射製程（RHBD，Rad-Hard By Design）的抗輻射 65 奈米 FPGA 。截至 2016 年「真正的」最小抗輻射製程（RHBP，Rad-Hard By Process）為 150奈米。 截至 2019 年 110奈米抗輻射製程已經問世。 
使用比通常更多的晶體管（4T 或 6T）的 SRAM 單元，這使得單元對 SEU 的耐受性更強，但代价是更高的功耗和每個單元的尺寸。  
使用无边緣 CMOS晶體管，這種晶體管具有非常规的物理結構和非傳统的物理布局。 

### 邏輯上
錯誤糾正代碼内存（ECC 内存）使用冗余位來檢查並可能糾正損壞的數據。由於即使系统未访问 RAM，輻射效應也會損壞内存内容，因此“清除器”電路必须不断扫描 RAM；读出數據，檢查冗余位是否存在數據錯誤，然後將所有更正内容写回 RAM。
可以在系统級使用冗余元素。三個独立的微处理器板可以独立地計算出一個計算的答案並比較它們的答案。任何產生少數結果的系统都將重新計算。可以添加逻辑，這樣如果同一系统出現重復錯誤，则该板就會关闭。
可以在電路級使用冗余元件。 可以將單個位替换為三個位，並為每個位分配單独的“投票逻辑”以连续確定其結果（三重模块冗余）。這使得晶片設計的面积增加了 5 倍，因此必须保留用於較小的設計。但它的另一個优点就是还能即時保證“故障安全”。如果發生單位故障（可能與輻射无关），投票逻辑將继续產生正確的結果，而无需借助看门狗定時器。三個独立处理器系统之間的系统級投票通常需要使用一些電路級投票逻辑來执行三個处理器系统之間的投票。
可以使用抗輻射閂鎖。 
看门狗定時器將执行系统的硬重置，除非执行某些通常表明系统处於活动状态的序列，例如來自板載处理器的写入操作。在正常運行期間，軟體會定期安排對看门狗定時器的写入，以防止定時器耗盡。如果輻射導致处理器運行不正常，则軟體不太可能正常工作以清除看门狗定時器。看门狗最终會超時並強制對系统進行硬重置。這被认為是其他輻射硬化方法的最後手段。

## 軍事和航太工业應用
抗輻射和耐輻射组件通常用於軍事和航太應用，包括负載点（POL）應用、衛星系统電源、降压開关稳压器、微处理器、 FPGA 、  FPGA電源和高效、低压子系统電源。
然而，並非所有軍用級组件都具有抗輻射性能。例如，美国MIL-STD-883有许多與輻射相关的測試，但没有對單粒子閂锁频率的规范。 Fobos-Grunt太空探測器可能由於類似的假設而失败。 
预計 2021 年用於太空應用的抗輻射電子產品的市場规模將達到 23.5 亿美元。一項新研究估計，到 2032 年，這一數位將達到約 47.6 亿美元。  

## 電信核抗性
在電信领域中，核硬度一词有以下含义：1）表示系统、設施或設備的性能在给定的核環境中预計會下降的程度；2）系统或電子元件的物理属性，使其能夠在包括核輻射和電磁脈衝 (EMP) 的環境中生存。

### 備註
1. 核抗性可以用敏感度或脆弱度來表示。
2. 必须定义或指定预期性能下降的程度（例如，停機時間、數據丢失和設備損壞）。必须定义或指定環境（例如輻射水平、過压、峰值速度、吸收能量和電應力）。
3. 系统或部件的物理属性，可在核武器造成的特定環境下實現一定程度的生存能力。
4. 核抗性是根據规定或實際量化的環境条件和物理参數來確定的，例如峰值輻射水平、過压、速度、吸收能量和電應力。它是通過設計规范實現的，並通過測試和分析技術進行验证。

## 抗輻射電腦示例
- The System/4 Pi, made by IBM and used on board the Space Shuttle (AP-101 variant), is based on the System/360 architecture.
- The RCA1802 8-bit CPU, introduced in 1976, was the first serially-produced radiation-hardened microprocessor.
- PIC 1886VE, Russian 50 MHz microcontroller designed by Milandr and manufactured by Sitronics-Mikron on 180 nm bulk-silicon technology.
- m68k based:
  - The Coldfire M5208 used by General Dynamics is a low power (1.5 W) radiation hardened alternative.
- MIL-STD-1750A based:
  - The RH1750 manufactured by GEC-Plessey.
- The Proton 100k SBC by Space Micro Inc., introduced in 2003, uses an updated voting scheme called TTMR which mitigates single event upset (SEU) in a single processor. The processor is Equator BSP-15.[來源請求][citation needed]
- The Proton200k SBC by Space Micro Inc, introduced in 2004, mitigates SEU with its patented time triple modular redundancy (TTMR) technology, and single event function interrupts (SEFI) with H-Core technology. The processor is the high speed Texas Instruments 320C6Xx series digital signal processor. The Proton200k operates at 4000 MIPS while mitigating SEU.[來源請求][citation needed]
- MIPS based:
  - The RH32 is produced by Honeywell Aerospace.
  - The Mongoose-V used by NASA is a 32-bit microprocessor for spacecraft onboard computer applications (i. e. New Horizons).
  - The KOMDIV-32 is a 32-bit microprocessor, compatible with MIPS R3000, developed by NIISI, manufactured by Kurchatov Institute, Russia.
- PowerPC / POWER based:
  - The RAD6000 single-board computer (SBC), produced by BAE Systems, includes a rad-hard POWER1 CPU.
  - The RHPPC is produced by Honeywell Aerospace. Based on hardened PowerPC 603e.
  - The SP0 and SP0-S are produced by Aitech Defense Systems is a 3U cPCI SBC which utilizes the SOI PowerQUICC-III MPC8548E, PowerPC e500 based, capable of processing speeds ranging from 833 MHz to 1.18 GHz.[26]
  - The RAD750 SBC, also produced by BAE Systems, and based on the PowerPC 750 processor, is the successor to the RAD6000.
  - The SCS750 built by Maxwell Technologies, which votes three PowerPC 750 cores against each other to mitigate radiation effects. Seven of those are used by the Gaia spacecraft.
  - The Boeing Company, through its Satellite Development Center, produces a radiation hardened space computer variant based on the PowerPC 750.
  - The BRE440 by Broad Reach Engineering. IBM PPC440 core based system-on-a-chip, 266 MIPS, PCI, 2x Ethernet, 2x UARTS, DMA controller, L1/L2 cache
  - The RAD5500 processor, is the successor to the RAD750 based on the PowerPC e5500.
- SPARC based:
  - The ERC32 and LEON 2, 3, 4 and 5 are radiation hardened processors designed by Gaisler Research and the European Space Agency. They are described in synthesizable VHDL available under the GNU Lesser General Public License and GNU General Public License respectively.
  - The Gen 6 single-board computer (SBC), produced by Cobham Semiconductor Solutions (formerly Aeroflex Microelectronics Solutions), enabled for the LEON microprocessor.[27]
- ARM based:
  - The Vorago VA10820, a 32-bit ARMv6-M Cortex-M0.[28]
  - NASA and the United States Air Force are developing HPSC, a Cortex-A53 based processor for future spacecraft use [29]
  - ESA DAHLIA, a Cortex-R52 based processor
- RISC-V based:
  - Cobham Gaisler NOEL-V 64-bit.[30]
  - NASA Jet Propulsion Laboratory has selected Microchip Technology to develop a new HPSC processor, based on SiFive Intelligence X280[31][32][33]

## 書籍和報告
- Calligaro, Christiano; Gatti, Umberto. . River Publishers Series in Electronic Materials and Devices. River Publishers. 2018. ISBN 978-8770220200.
- Holmes-Siedle, Andrew; Adams, Len.  Second. Oxford University Press. 2002. ISBN 0-19-850733-X.
- León-Florian, E.; Schönbacher, H.; Tavlet, M.  (报告). CERN Technical Inspection and Safety Commission. 1993. CERN-TIS-CFM-IR-93-03.
- Ma, Tso-Ping; Dressendorfer, Paul V. . New York: John Wiley & Sons. 1989. ISBN 0-471-84893-X.
- Messenger, George C.; Ash, Milton S.  Second. New York: Van Nostrand Reinhold. 1992. ISBN 0-442-23952-1.
- Oldham, Timothy R. . International Series on Advances in Solid State Electronics and Technology. World Scientific. 2000. ISBN 978-981-02-3326-6. doi:10.1142/3655.
- Platteter, Dale G. . IEEE. 2006. ISBN 1-4244-0304-9.
- Schrimpf, Ronald D.; Fleetwood, Daniel M. . Selected Topics in Electronics and Systems 34. World Scientific. July 2004. ISBN 978-981-238-940-4. doi:10.1142/5607.
- Schroder, Dieter K. . New York: John Wiley & Sons. 1990. ISBN 0-471-51104-8.
- Schulman, James Herbert; Compton, Walter Dale. . International Series of Monographs on Solid State Physics 2. Pergamon Press. 1962.
- Holmes-Siedle, Andrew; van Lint, Victor A. J. Meyers, Robert A. , 编.  13 Third. New York: Academic Press. 2000. ISBN 0-12-227423-7.
- van Lint, Victor A. J.; Flanagan, Terry M.; Leadon, Roland Eugene; Naber, James Allen; Rogers, Vern C. . NASA Sti/Recon Technical Report A 1 (New York: John Wiley & Sons). 1980: 13073. Bibcode:1980STIA...8113073V. ISBN 0-471-04106-8.
- Watkins, George D. Pantelides, Sokrates T. , 编.  Second. New York: Gordon and Breach. 1986. ISBN 2-88124-109-3.
- Watts, Stephen J. . Nuclear Instruments and Methods in Physics Research Section A. 1997, 386 (1): 149–155. Bibcode:1997NIMPA.386..149W. doi:10.1016/S0168-9002(96)01110-2.
- Ziegler, James F.; Biersack, Jochen P.; Littmark, Uffe.  1. New York: Pergamon Press. 1985. ISBN 0-08-021603-X.

## 外部連結
- 联邦标准 1037C (链接的存檔，存档日期2011-03-01.</link> ）
- 采用 COTS 的集成方法为太空打造抗辐射 (SBC) 技术– 作者：Chad Thibodeau，Maxwell Technologies； COTS 杂志，2003 年 12 月
- 桑迪亚实验室将开发 (...) 抗辐射奔腾 (...)，以满足太空和国防需求 （页面存档备份，存于）– 桑迪亚新闻稿，1998 年 12 月 8 日

</br>（还包括有关桑迪亚国家实验室微电子辐射硬化制造製程的一般“背景资料”部分）
- 辐射对石英晶体的影响
- 范德比尔特大学空间与国防电子研究所